# Willi Rösel
Willi Rösel, né le 22 août 1954 à Giessen (Allemagne) en Hesse, est un pilote automobile allemand d'autocross.

## Biographie
Il termine sa carrière dans cette discipline septuple champion d'Europe, titres obtenus  consécutivement entre 1979 et 1985: trois avec moteur Volkswagen, deux avec Audi, et deux autres enfin avec Porsche. Il remporte un total de 42 victoires individuelles. Il finit encore deuxième du championnat européen en 1978, et troisième en 1986.
De profession mécanicien, il devient au prélable champion d'Allemagne en 1975 et 1976 (deuxième en 1977, alors qu'il gagne la même année la coupe d'Allemagne). En 1987, il est aussi champion d'Autriche.
Sa carrière s'est étalée finalement sur plus d'une vingtaine d'années, de 1972 à 1992. Plusieurs de ses saisons ont été entreprises sous licence autrichienne.
En 1982, il reçoit des mains du Président fédéral Karl Carstens la médaille Silbernes Lorbeerblatt pour ses exploits sportifs (alors qu'il vient de gagner son quatrième titre continental).